# Friedrich Müller (Politiker, 1845)
Friedrich Müller (* 28. November 1845 in Jauer, Provinz Schlesien; † 2. Dezember 1901 in Berlin) war Jurist und Mitglied des Deutschen Reichstags.

## Leben
Müller besuchte das Gymnasium in Oels und studierte Rechtswissenschaften an den Universitäten Breslau, Heidelberg und Berlin. Nach bestandenem Assessor-Examen im Jahre 1877 wurde er Kreisrichter in Köpenick, 1889 Landgerichtsrat bei dem Landgericht I in Berlin und im Jahre 1892 Kammergerichtsrat. Am 1. April 1898 ist er aus dem Justizdienst ausgeschieden. Im Krieg 1870/71 gegen Frankreich wurde er mit dem Eisernen Kreuz dekoriert.
Ab 1898 war er Mitglied des Deutschen Reichstags für den Reichstagswahlkreis Fürstentum Schaumburg-Lippe und die Freisinnige Volkspartei.

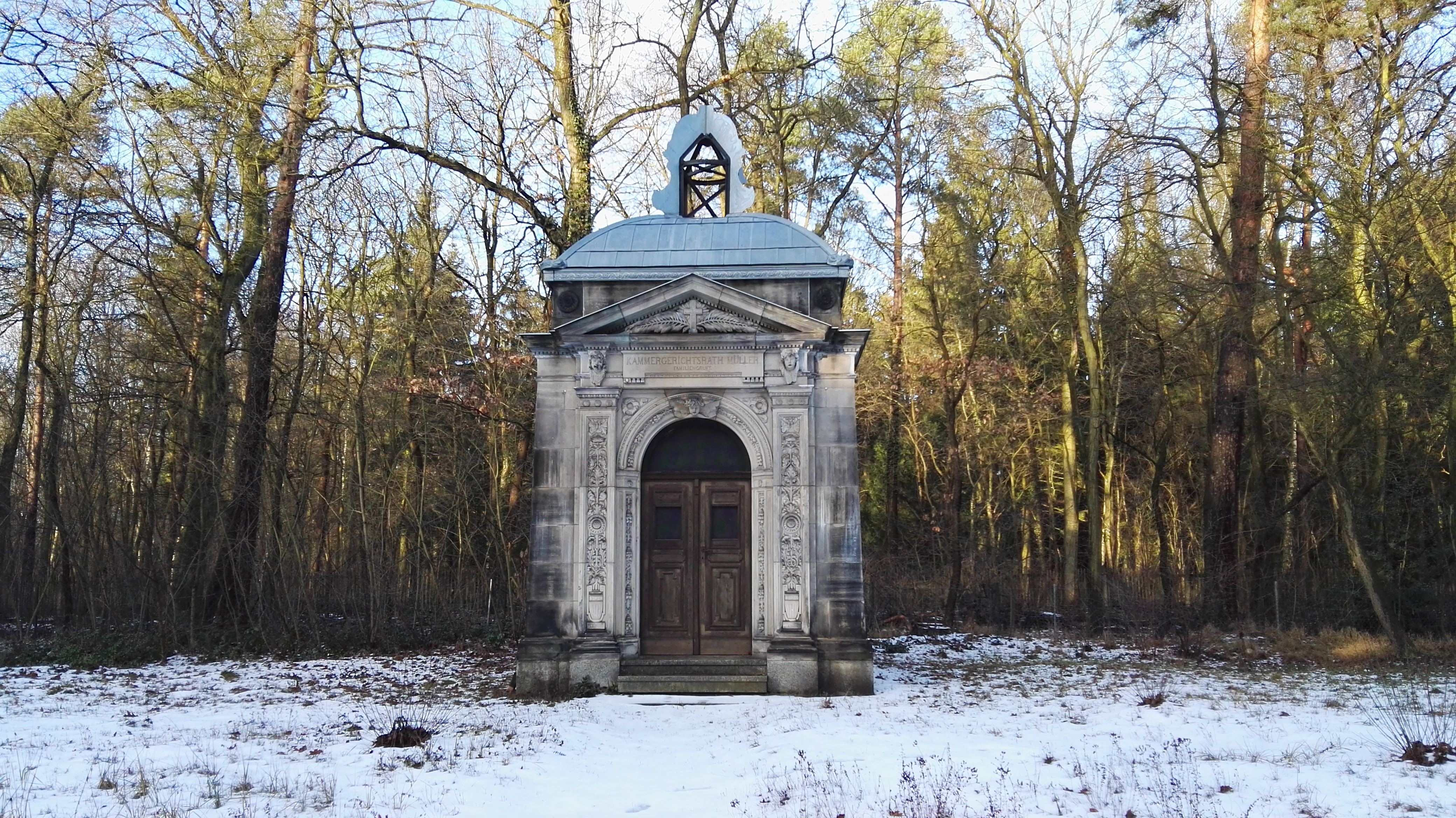
Familiengruft auf dem Südwestkirchhof Stahnsdorf

Kammergerichtsrat Dr. jur. Friedrich Müller wurde 1901 auf dem Alten St. Matthäus-Kirchhof in Berlin-Schöneberg in einem repräsentativen Mausoleum beigesetzt, in das 1938 vom Alten Jacobi-Friedhof in Berlin-Kreuzberg die Grabplatte seiner Vorfahrin Marie Friedrike Lessing, geborene Voß (1752–1828) gebracht wurde. 1939 wurde das Mausoleum Müller mit seinem Inhalt auf den Südwestkirchhof Stahnsdorf überführt, wo es heute noch erhalten ist. Durch Marie Friederike Voß kam die Vossische Zeitung in den Besitz der Familien Lessing und Müller. Friedrich Müllers Cousin, der Jurist und Rittergutsbesitzer auf Schloss Meseberg, Gotthold Lessing (1861–1919), war ebenfalls Mitglied der Freisinnigen Volkspartei.